# یورگیس هاردینگسوناس
یورگیس هاردینگسوناس (لیتوانیایی: Jurgis Hardingsonas؛ ۲۴ سپتامبر ۱۸۹۲ – نامشخص) بازیکن فوتبال اهل لیتوانی بود.
وی همچنین در تیم ملی فوتبال لیتوانی بازی کرده‌است.